# 28841 Kelseybarter
28841 Kelseybarter este un asteroid din centura principală de asteroizi.

## Descriere
28841 Kelseybarter este un asteroid din centura principală de asteroizi. A fost descoperit pe 7 mai 2000 la Socorro, New Mexico, în cadrul proiectului LINEAR. Asteroidul prezintă o orbită caracterizată de o semiaxă mare de 2,68 ua, o excentricitate de 0,15 și o înclinație de 0,6° în raport cu ecliptica.